# Erioptera (Mesocyphona) needhami
Erioptera (Mesocyphona) needhami is een tweevleugelige uit de familie steltmuggen (Limoniidae). De soort komt voor in het Nearctisch gebied.